# Beierstedt
Beierstedt è un comune di 419 abitanti della Bassa Sassonia, in Germania.
Appartiene al circondario (Landkreis) di Helmstedt (targa HE) ed è parte della comunità amministrativa (Samtgemeinde) di Heeseberg.